# Jørgen Alexander Knudtzon
Jørgen Alexander Knudtzon   (Trondheim, 9 de setembre de 1854 - Oslo, 7 de gener de 1917) va ser un lingüista i historiador noruec. Va ser professor de llengües semítiques a la Universitat d'Oslo.

## Biografia
Va néixer a Trondheim, fill del cònsol Hans Nicolay Knudtzon i la seva dona Catharina. Va acabar l'educació secundària el 1872 i es va entrar a la Universitat d'Oslo a Christiania, nom que aleshores rebia Oslo. Després d'una breu estada a la escola catedralícia a Trondheim, va tornar a Christiania per estudiar llengües semítiques, en particular l'accadi, àrab i hebreu. D'aquesta última llengua va donar classes.

## Carrera
La seva primera contribució acadèmica va ser Textkritische Bemerkungen zu Lay 17,18 publicant el 1882. A la mateixa època va estudiar assiriologia i teologia a Alemanya amb una ajuda de la universitat.
Va tornar a Noruega després de només dos anys i va continuar amb les seves classes d'hebreu. el 1889 va obtenir el títol de Doctor amb la tesi Det saakaldte Perfektum og Imperfektum i Hebraisk ("Del perfecte i pretèrit en hebreu").
El 1902 va publicar el llibre Die zwei Arzawa-Briefe ("Les dues cartes d'Arzawa") basat en dues cartes trobades a Egipte on identificava la llengua hitita com a indoeuropeu. Va jugar un important paper en la compressió d'aquest idioma.
El 1907 i 1915 va publicar en dos volums les cartes d'Amarna, correspondència diplomàtica del faraó Amenhoteop IV, també conegut com a Akhenaton (1351 - 1332 AC).

## Publicacions
- Die El-Amarna-Tafeln. 2, 1893.
- Die zwei Arzawa Briefe: Die ältesten Urkunden in Indogermanischer Sprache, 1902.
- Die El-Amarna-tafeln, bearb.  Leipzig: J. C. Hinrichs, 1908–15.
- Die El-Amarna-Tafeln, 1915.